# Yo Trane
 (mars 2022).
La mise en forme du texte ne suit pas les recommandations de Wikipédia : il faut le « wikifier ».
Les points d'amélioration suivants sont les cas les plus fréquents :
- Les titres sont pré-formatés par le logiciel. Ils ne sont ni en capitales, ni en gras.
- Le texte ne doit pas être écrit en capitales (les noms de famille non plus), ni en gras, ni en italique, ni en « petit »…
- Le gras n'est utilisé que pour surligner le titre de l'article dans l'introduction, une seule fois.
- L'italique est rarement utilisé : mots en langue étrangère, titres d'œuvres, noms de bateaux, etc.
- Les citations ne sont pas en italique mais en corps de texte normal. Elles sont entourées par des guillemets français : « et ».
- Les listes à puces sont à éviter, des paragraphes rédigés étant largement préférés. Les tableaux sont à réserver à la présentation de données structurées (résultats, etc.).
- Les appels de note de bas de page (petits chiffres en exposant, introduits par l'outil «  Source ») sont à placer entre la fin de phrase et le point final[comme ça].
- Les liens internes (vers d'autres articles de Wikipédia) sont à choisir avec parcimonie. Créez des liens vers des articles approfondissant le sujet. Les termes génériques sans rapport avec le sujet sont à éviter, ainsi que les répétitions de liens vers un même terme.
- Les liens externes sont à placer uniquement dans une section « Liens externes », à la fin de l'article. Ces liens sont à choisir avec parcimonie suivant les règles définies. Si un lien sert de source à l'article, son insertion dans le texte est à faire par les notes de bas de page.
- La présentation des références doit suivre les conventions bibliographiques. Il est recommandé d'utiliser les modèles {{Ouvrage}}, {{Chapitre}}, {{Article}}, {{Lien web}} et/ou {{Bibliographie}}. Le mode d'édition visuel peut mettre en forme automatiquement les références.
- Insérer une infobox (cadre d'informations à droite) n'est pas obligatoire pour parachever la mise en page.

Pour une aide détaillée, merci de consulter Aide:Wikification.
Si vous pensez que ces points ont été résolus, vous pouvez retirer ce bandeau et améliorer la mise en forme d'un autre article.
Yo Trane est un chanteur de R&B afro-américain,,,,. Il est notamment connu pour ses morceaux Waves, Night Call ou encore Closer,,,,.

## Biographie
Yo Trane est un chanteur et compositeur né à Libreville le 15 décembre 1993,. Il a grandi en France, puis a déménagé aux États-Unis.
Il apprend l'anglais tout en découvrant la musique américaine et en écoutant des artistes tels que Tupac, Biggie ou encore Michael Jackson. Il commence une carrière dans le rap en France aux côtés de son producteur Kalim.
Après plusieurs années dans la musique hip-hop, Yo Trane a commencé à faire des reprises de chant qui lui ont donné une exposition internationale. Il a ensuite sorti son premier EP Late Night Drive qui lui a valu plusieurs co-signatures d'artistes majeurs et des millions de streams à travers le monde.
Son morceau Waves a été visionné plus de 10 millions de fois sur YouTube.
Son premier album Wave on the moonlight sort le 27 septembre 2019 et contient une collaboration avec Lil Baby.
Il sort un deuxième album Times & Space en 2021.

## Discographie

### Albums/Mixtape/Eps
- Late night Drive EP (2016)[18]
- Wave on the moonlight (2019)[16]
- Time & Space (2021)[19],[20]

### Singles
- Closer
- High Off You
- Nights Call
- Alone
- Waves
- Moonlight
- Girl Like You
- Times & Space